# Moho pruhobřichý
Moho pruhobřichý (Chaetoptila angustipluma) je vyhynulý pták z čeledi Mohoidae, endemit Havajských ostrovů. Datum posledního pozorování připadá na rok 1859.

## Systematika
Za popisnou autoritu moha pruhobřichého je pokládán anglický přírodovědec Titian Peale (1849), původní vědecké jméno znělo Entomiza angustipluma. V současnosti uznávaný rod Chaetoptila popsal britský ornitolog Philip Lutley Sclater roku 1871. Ačkoli byl moho pruhobřichý pokládán za jediného zástupce svého rodu, v 90. letech 20. století došlo k popisu subfosilních pozůstatků, které mohly náležet dalším druhům.
Z hlediska vnější systematiky patří moho pruhobřichý do čeledi Mohoidae, jejíž zástupci před nástupem molekulární fylogenetiky patřili do čeledi kystráčkovitých (Meliphagidae).

## Popis
Moho pruhobřichý dosahoval délky těla asi 32 cm. Délka křídla činila asi 14 cm, délka ocasu 15,3 cm, délka zobáku 3,4 cm a délka běháku 4,5 cm. Vzhledem se výrazně odlišoval od ostatních zástupců své čeledi. Zbarvení bylo zelenohnědé, směrem ke kostřeci okrové, ocas byl hnědý se žlutými okraji. Spodní partie vynikaly matně bílým zbarvením s hnědým pruhováním. Hlava byla černohnědá, se zelenožlutým pruhováním a výraznou černou obličejovou maskou. Nohy a zobák se pohybovaly v černohnědých odstínech.

## Ekologie
Moho pruhobřichý se vyskytoval pouze na ostrově Havaj. Subfosilní pozůstatky však ukazují na výskyt rodu Chaetoptila a možná přímo tohoto druhu i na ostrovech Oahu a Maui. Na Maui se spolu s pozůstatky připisovanými mohovi pruhobřichému objevují i pozůstatky jiného zástupce rodu Chaetoptila, jenž se vyznačoval mnohem užším zobákem. Oba ptáci spolu zjevně koexistovali, a proto se přizpůsobili jiné ekologické nice.
Moho pruhobřichý žil v zalesněných oblastech ostrova Havaj, ale jeho ekologie zůstává prakticky neznámá. Z volné přírody se navíc podařilo získat pouhé čtyři vzorky tohoto dnes již vyhynulého ptáka, a není proto ani jisté, jaké lokality ostrova obýval. Prvně jej pozorovali přírodovědci Charles Pickering a Titian R. Peale během americké expedice na Havajské ostrovy v letech 1838–1842, a to na náhorní plošině mezi horami a horní úrovní lesa. Od nich také pochází prakticky jediné, velmi strohé poznámky o chování tohoto druhu, včetně jeho zvyku navštěvovat oblasti s kvetoucími stromy. Poslední vzorky získal sběratel jménem J. Mills roku 1859, není však jisté, z jaké lokality.
Mezinárodní svaz ochrany přírody vyhynutí tohoto druhu klade na vrub odlesňování, lovu a zavlečeným predátorům. Obestřena tajemstvím ale zůstává otázka, proč moho pruhobřichý vymizel tak rychle. Moho ozdobný (Moho nobilis), blízce příbuzný druh a rovněž obyvatel ostrova Havaj, sice v důsledku lidského tlaku také vyhynul, ovšem přežíval o mnoho dekád déle.

## Muzejní vzorky
S výjimkou subfosilních pozůstatků existují pouze čtyři vzorky, které schraňují muzejní instituce v Cambridgi, Honolulu, New Yorku a Washingtonu, D.C.